# México en los Juegos Paralímpicos de Sídney 2000
México estuvo representado en los Juegos Paralímpicos de Sídney 2000 por un total de 77 deportistas, 48 hombres y 29 mujeres.

## Medallistas
El equipo paralímpico mexicano obtuvo las siguientes medallas:
| Nombre                 | Deporte                   | Evento                      |
| ---------------------- | ------------------------- | --------------------------- |
| Oro                    |                           |                             |
| Salvador Hernández     | Atletismo                 | 200 m T52 masculino         |
| Salvador Hernández     | Atletismo                 | 400 m T52 masculino         |
| Moisés Beristáin       | Atletismo                 | 10 000 m T12 masculino      |
| Adrián Paz             | Atletismo                 | Jabalina F53 masculino      |
| Doramitzi González     | Natación                  | 50 m libre S6 femenino      |
| Doramitzi González     | Natación                  | 100 m espalda S6 femenino   |
| Patricia Valle         | Natación                  | 100 m libre S3 femenino     |
| Juan Ignacio Reyes     | Natación                  | 50 m espalda S4 masculino   |
| Juan Ignacio Reyes     | Natación                  | 150 m estilos SM3 masculino |
| José Arnulfo Castorena | Natación                  | 50 m braza SB2 masculino    |
| Plata                  |                           |                             |
| Ariadne Hernández      | Atletismo                 | 5000 m T54 femenino         |
| Dora Elia García       | Atletismo                 | Peso F52-54 femenino        |
| Mauro Máximo           | Atletismo                 | Jabalina F53 masculino      |
| Mauro Máximo           | Atletismo                 | Peso F53 masculino          |
| Salvador Hernández     | Atletismo                 | 100 m T52 masculino         |
| Gilberto Alavez        | Atletismo                 | 800 m T44 masculino         |
| Moisés Beristáin       | Atletismo                 | 5000 m T12 masculino        |
| Jesús Edgardo Lucero   | Atletismo                 | Jabalina F20 masculino      |
| Amalia Pérez           | Levantamiento de potencia | –52 kg femenino             |
| Perla Bárcenas         | Levantamiento de potencia | –75 kg femenino             |
| Doramitzi González     | Natación                  | 100 m libre S6 femenino     |
| Juan Ignacio Reyes     | Natación                  | 50 m mariposa S4 masculino  |
| Bronce                 |                           |                             |
| Ariadne Hernández      | Atletismo                 | 800 m T54 femenino          |
| Ariadne Hernández      | Atletismo                 | 1500 m T54 femenino         |
| Dora Elia García       | Atletismo                 | Disco F51-54 femenino       |
| Dora Elia García       | Atletismo                 | Jabalina F52-54 femenino    |
| Saúl Mendoza           | Atletismo                 | 800 m T54 masculino         |
| Nicolás Ledezma        | Atletismo                 | 5000 m T11 masculino        |
| Moisés Beristáin       | Atletismo                 | Marathon T12 masculino      |
| Laura Cerero           | Levantamiento de potencia | –40 kg femenino             |
| Patricia Valle         | Natación                  | 50 m braza SB3 femenino     |
| Patricia Valle         | Natación                  | 50 m libre S3 femenino      |
| Doramitzi González     | Natación                  | 50 m mariposa S6 femenino   |
| Virginia Hernández     | Natación                  | 100 m libre S2 femenino     |